# Gary MacDonald
Gary Wayne MacDonald, född 15 december 1953 i Mission i British Columbia, är en kanadensisk före detta simmare.
MacDonald blev olympisk silvermedaljör på 4 x 100 meter medley vid sommarspelen 1976 i Montréal.